# Polina Kuznețova
Polina Viktorovna Kuznețova (în rusă Полина Викторовна Кузнецова) (născută Polina Viktorovna Viahireva, pe 10 iunie 1987, în Șopokov, RSS Kirghiză) este o handbalistă din Rusia care joacă pentru GK Astrahanocika și echipa națională a Rusiei. Kuznețova este sora Annei Viahireva, componentă și ea a naționalei ruse.
În august 2016, Polina Kuznețova a făcut parte din selecționata Rusiei care a cucerit medalia de aur la Jocurile Olimpice de la Rio de Janeiro.

## Palmares
Club
- Campionatul Rusiei: 
  - Câștigătoare: 2005, 2006, 2007, 2016
  - Finalistă: 2008, 2009, 2010

- Cupa Rusiei: 
  -  Câștigătoare: 2009, 2010

- Liga Campionilor EHF: 
  -  Câștigătoare: 2008

- Cupa EHF: 
  -  Câștigătoare: 2007

- Trofeul Campionilor
  -  Câștigătoare: 2008
  - Finalistă: 2007

Echipa națională
- Jocurile Olimpice:
  -  Medalie de aur: 2016

- Campionatul Mondial:
  -  Medalie de aur: 2005, 2007

- Campionatul European:
  -  Medalie de argint: 2006

## Distincții individuale
- Cea mai bună extremă stânga de la Jocurile Olimpice: 2016[5]
- Cea mai bună extremă stânga de la Campionatul European: 2012[6]
- Cea mai bună extremă stânga de la Campionatul Mondial: 2007
- Cea mai bună extremă stânga de la Bucharest Trophy: 2014